# Abyssianira lingula
Abyssianira lingula är en kräftdjursart som beskrevs av Brenda Lía Doti och Daniel Roccatagliata 2006. Abyssianira lingula ingår i släktet Abyssianira och familjen Paramunnidae. Inga underarter finns listade i Catalogue of Life.